# Антоан Сезар Бекерел
Антоан Сезар Бекерел (фр. Antoine César Becquerel; 7. март 1788 — 18. јануар 1878) био је француски научник и пионир у проучавању електричних и луминесцентних феномена.
Рођен је у граду Шатијон сир Локреа (данас Шатијон Колињи). По завршетку Политехничке школе, постао је инжењер-официр 1808. године и служио је војску када су империјалне трупе биле у Шпанији од 1810. до 1812. године и поново у Француској 1814. године. Онда је отишао из војске и посветио остатак свог живота научним проучавањима. 
Године 1820, пратећи рад Ренеа Жиста Аија, открио је да притисак може да индукује електрицитет у свим материјалима. Тај ефекат је приписао површинским интеракцијама (ово није пијезоелектрицитет). Године 1825, открио је диференцијални галванометар за тачна мерења електричних отпорности. Године 1829, открио је електрохемијску ћелију сталне струје, што је био претходник Данијелове ћелије. Исте године, радећи са својим сином А. Е. Бекерелом, открио је фотоелектрични ефекат код електроде потопљене у проводну течност.
Његови најранији радови тицали су се минералогије, али се убрзо окренуо проучавању електрицитета, а посебно електрохемије. Године 1837, постао је члан Краљевског друштва и добио је Коплијеву медаљу због разних својих мемоара о електрицитету, а посебно за оне о прављењу металних сулфата и сумпора електролизом. Бекерел је био први који је саставио металне елементе од њихових руда овим методом. Веровало се да ће ово довести до бољег сазнања у вези са рекомпозицијом кристализованих тела и природним процесима прављења таквих тела код минерала. 
У биохемији, радио је на проблемима животињске топлоте и феноменима који прате раст биљака, а такође је посветио доста свог времена метеоролошким питањима и посматрањима. Био је плодан писац, а његове књиге укључују Traité de l'électricité et du magnétisme (1834 -1840), Traité de physique dans ses rapports avec la chimie (1842), Elements de électro-chimie (1843), Traité complet du magnétisme (1845), Elements de physique terrestre et de meteorologié (1847) и Des climats et de l'influence qu'exercent les sols boisés et non boisés (1853). Умро је у Паризу, где је од 1837. године био професор физике у Музеју природне историје.
Био је отац физичара А. Е. Бекерела и деда физичара Анрија Бекерела.

## Дела
- Eléments de physique terrestre et de météorologie, Париз, Фирмен Дидо, 1847.
- Des forces physico-chimiques et de leur intervention dans la production des phénomènes naturels, Париз, Дидо, 1875.